# Francisco Xavier de Andrade e Almeida Pacheco de Sousa Leitão
Francisco Xavier de Andrade e Almeida Pacheco de Sousa Leitão ComC • ComNSC (Casa Solar de Santa Marinha, 4 de Outubro de 1801 - Ribeira de Pena, 11 de Agosto de 1867), 1.º Barão de Ribeira de Pena, foi um empresário agrícola, militar, juiz e político português.

## Família
Filho de Francisco Xavier de Sousa Andrade e Almeida, Cavaleiro Professo na Ordem de Cristo, Doutor in utroque jure pela Faculdade de Direito da Universidade de Coimbra, Monteiro-Mor e Capitão-Mor do Concelho de Ribeira de Pena, por sucessão a seus maiores, etc., e de sua mulher e prima Senhorinha Xavier de Almeida Sousa Andrade e Carvalho, Senhores do Morgado de Ribeira de Pena e doutros Vínculos, incluindo a Casa Solar de Santa Marinha.

## Biografia
Órfão com pouca idade e Senhor por sucessão das opulentíssimas Casas de seu pai e de sua mãe, do Morgado de Ribeira de Pena e doutros Vínculos, incluindo a Casa Solar de Santa Marinha, não achou essa prosperidade material e preeminência de nascimento suficientes para as suas ambições e, assim, dedicou-se afincadamente ao estudo, debaixo da orientação dum tio paterno, seu tutor, o Padre Dr. José Caetano de Andrade e Almeida, homem de grande erudição. Não podendo, retido pelas necessidades da administração da sua grande Casa, ir para Coimbra cursar, como desejava, a Universidade, obteve o posto de Capitão duma Companhia do Regimento de Milícias de Chaves a 17 de Maio de 1819, e foi promovido a Tenente-Coronel por distinção em 1821 e a Coronel no ano seguinte de 1822. Partidário convicto do Sistema Constitucional, abraçou as ideias vintistas e, a 13 de Março de 1823, combateu com as forças do seu comando no Combate de Santa Bárbara, junto a Chaves, e foi, então, louvado em Ordem do Exército.
Proclamada a Carta Constitucional de 1826 por D. Pedro IV de Portugal, manifestou-se convictamente a favor desse Estatuto Político, o que lhe valeu, durante o reinado de D. Miguel I de Portugal, perseguições. Mesmo assim, deu asilo a muitos correligionários, os quais o Governo de José António de Oliveira Leite de Barros, 1.º Conde de Basto, perseguia implacavelmente. O seu prestígio era, porém, tal em Trás-os-Montes e Alto Douro, que o Governo de D. Miguel I de Portugal, em dada altura, procurou atraí-lo à sua Causa, condecorando-o com a Medalha da Fidelidade Transmontana e a Medalha da Real Efígie de D. Miguel I, que sempre se recusou a usar. A sua grande prudência e habilidade política fizeram com que, nos calamitosos tempos da Guerra Civil Portuguesa, as violências fossem menores na parte da Província onde a sua influência se fazia sentir.
Em 1838 foi contrário ao Movimento Setembrista e usou de toda a sua influência e fortuna para aplanar o caminho à Restauração da Carta Constitucional de 1826, o que veio a suceder em 1842.
Em Ribeira de Pena exerceu repetidas vezes os cargos de Juiz Ordinário, Presidente da Câmara Municipal e Administrador do Concelho, cedendo sempre os seus ordenados deste último cargo a favor do cofre do Município, o que lhe valeu um Louvor por Portaria do Ministério do Reino. Vários Governos, e mais especialmente o de António Bernardo da Costa Cabral, 1.º Conde de Tomar e 1.º Marquês de Tomar, o quiseram nomear Governador Civil do Distrito de Vila Real e Par do Reino, honras que obstinadamente recusou.
Era Fidalgo Cavaleiro da Casa Real e Comendador da Ordem Militar de Cristo e da Ordem de Nossa Senhora da Conceição de Vila Viçosa.
O título de 1.º Barão de Ribeira de Pena foi-lhe concedido por Decreto de D. Maria II de Portugal de 19 de Fevereiro de 1851. Armas: escudo esquartelado, o 1.º Pacheco, o 2.º de Meireles, o 3.º de Carvalho e o 4.º de Andrade; timbre: Pacheco; Coroa de Barão.

## Casamento e descendência
Casou a 10 de Maio de 1830 com sua prima Maria Angélica Pacheco de Valadares de Sousa Martins e Aguiar, Senhora de numerosos Vínculos, incluindo o Morgado de São Francisco Xavier, em Ribeira de Pena, filha única e sucessora de Manuel Timóteo Pacheco de Valadares de Sousa Martins e Aguiar, Tenente-Coronel Graduado de Cavalaria, Cavaleiro Professo na Ordem de Avis, Governador da Ilha de São Miguel, e de sua mulher e prima Catarina de Valadares Vieira de Sousa Pacheco, com geração, da qual foi filho primogénito Francisco Xavier de Andrade e Almeida de Valadares, 2.º Barão de Ribeira de Pena.